# Seondha
Seondha är en ort i Indien.   Den ligger i distriktet Datia och delstaten Madhya Pradesh, i den centrala delen av landet, 300 km sydost om huvudstaden New Delhi. Seondha ligger 167 meter över havet och antalet invånare är 21 326.
Terrängen runt Seondha är platt. Runt Seondha är det tätbefolkat, med 266 invånare per kvadratkilometer. Närmaste större samhälle är Lahār, 16,6 km öster om Seondha. Trakten runt Seondha består till största delen av jordbruksmark.